# Tezer Özlü
Tezer Özlü (née en 1942 à Simav, et décédée en 1986 à Zurich) est une traductrice littéraire et auteure turque, qui a également vécu et travaillé en Allemagne et en Suisse.

## Biographie
Tezer Özlü fréquente, à Istanbul, le lycée autrichien Saint-Georges. Elle passe son enfance à Simav avec ses parents. Quand elle a 11 ans, elle commence à vivre à Istanbul. Elle voyage à l’Europe entre des années 1962 et 1963. Puis, elle se marie avec Güner Sümer, l’auteur et l’acteur du théâtre. À partir de 1963, elle écrit des nouvelles et des romans, et traduit en turc des œuvres en allemand et en italien, entre autres de Italo Svevo, Franz Kafka et Cesare Pavese. Elle travaille au conseil culturel germano-turc et à l'Institut Goethe en Turquie. En 1981, elle obtient une bourse qui lui permet de vivre pendant un an à Berlin.
Son premier roman Çocukluğun soğuk geceleri (Les nuits froides de l'enfance), publié en 1980 en Turquie, est traduit en allemand et en néerlandais (1985), en grec (1990) et en français (2011). En Allemagne, elle rédige en 1982 Auf den Spuren eines Selbstmords, manuscrit qui reçoit le prix de la ville de Marburg, mais qui ne sera pas publié en allemand. L'auteure publiera en 1984 une version adaptée par elle en turc. En Turquie sont publiées également nombre de nouvelles dans différents revues et recueils. Tezer Özlü décède par la suite en 1986 à Zurich.
Tezer Özlü compte dans les années 1980 du XXe siècle, à côté de Aysel Özakin, Tomris Uyar et Nazlı Eray, parmi les plus importantes jeunes auteures turques. En Turquie, ses œuvres sont régulièrement rééditées.

## Œuvres
Romans
- Çocukluğun Soğuk Geceleri. Derinlik Yayınları, Istanbul 1980 ; 2e édition, Yapı Kredi Yayinları, Istanbul 1995,  (ISBN 975-363260-6). (Les nuits froides de l'enfance. Bleu autour, 2011,  (ISBN 978-2-35848-033-8); traduit du turc par Elif Deniz et Agnès Chevallier) (Die kalten Nächte der Kindheit. Express-Edition, Berlin 1985,  (ISBN 3-88548-048-4); traduit en allemand par Wolfgang Riemann)
- Auf den Spuren eines Selbstmords. Manuscrit écrit en allemand daté de 1982, non publié en Allemagne. (La vie hors du temps. Bleu autour, 2014,  (ISBN 978-2-35848-055-0); traduit de l'allemand par Diane Meur. Contient le roman 'Sur les traces d'un suicide' et le scénario 'La vie hors du temps', cf. ci-dessous)
- Yaşamın Ucuna Yolculuk Ada Yayınları, Istanbul 1984 ; 9e édition, Yapı Kredi Yayinları, Istanbul 2002,  (ISBN 975-363154-5). (Adaptation en turc par l'auteure du roman Auf den Spuren eines Selbstmords)

Nouvelles
- Eski Bahçe-Eski Sevgi (Ancien Jardin, Ancien Amour). Ada Yayinları, Istanbul 1978 ; 8e édition, Yapı Kredi Yayinları, Istanbul 2003,  (ISBN 975-363-190-1).

Scénarios
- Zaman Dışı Yaşam. Yapı Kredi Yayinları, Istanbul 1998,  (ISBN 975-363-889-2). (La vie hors du temps. Bleu autour, cf. ci-dessus)
- Eine Saison in Hakkari. Adaptation pour le scénario[3]

Correspondance
- Leyla Erbil’e Mektuplar (Lettres à Leyla Erbil). Yapı Kredi Yayinları, Istanbul 1995,  (ISBN 975-363-259-2); 2e édition, Yapı Kredi Yayinları, Istanbul 2001.
- Her Şeyin Sonundayım (Je suis à la fin de toute chose), Correspondance Tezer Özlü - Ferit Edgü, Istanbul 2010,  (ISBN 9789755704494), Sel Yayınları.

Journal
- Kalanlar (Ce qui reste). Ada Yayinları, Istanbul 1990,  (ISBN 975-438-034-1); 5e édition, Yapı Kredi Yayinları, Istanbul 2003,  (ISBN 975-363-308-4).

Critique
- Yeryüzüne Dayanabilmek İçin (Pour pouvoir supporter le monde). (Recueil d'articles de Tezer Özlü sur la littérature publiés dans les revues et rassemblés par Sezer Duru), Yapı Kredi Yayinları, Istanbul 2014,  (ISBN 978-975-08-2691-7).